# Альбайда-дель-Альхарафе
Альбайда-дель-Альхарафе (ісп. Albaida del Aljarafe) — муніципалітет в Іспанії, у складі автономної спільноти Андалусія, у провінції Севілья. Населення — 2898 осіб (2010).

## Географія
Муніципалітет розташований на відстані близько 400 км на південний захід від Мадрида, 15 км на захід від Севільї.

### Клімат
| Клімат Альбайда-дель-Альхарафе | Клімат Альбайда-дель-Альхарафе | Клімат Альбайда-дель-Альхарафе | Клімат Альбайда-дель-Альхарафе | Клімат Альбайда-дель-Альхарафе | Клімат Альбайда-дель-Альхарафе | Клімат Альбайда-дель-Альхарафе | Клімат Альбайда-дель-Альхарафе | Клімат Альбайда-дель-Альхарафе | Клімат Альбайда-дель-Альхарафе | Клімат Альбайда-дель-Альхарафе | Клімат Альбайда-дель-Альхарафе | Клімат Альбайда-дель-Альхарафе | Клімат Альбайда-дель-Альхарафе |
| Показник                       | Січ.                           | Лют.                           | Бер.                           | Квіт.                          | Трав.                          | Черв.                          | Лип.                           | Серп.                          | Вер.                           | Жовт.                          | Лист.                          | Груд.                          | Рік                            |
| Середній максимум, °C          | 16,0                           | 18,1                           | 21,3                           | 22,9                           | 26,4                           | 31,3                           | 35,5                           | 35,2                           | 31,8                           | 25,8                           | 20,3                           | 16,7                           | 25,1                           |
| Середня температура, °C        | 10,9                           | 12,5                           | 14,9                           | 16,5                           | 19,7                           | 23,8                           | 27,2                           | 27,0                           | 24,5                           | 19,7                           | 14,9                           | 11,9                           | 18,6                           |
| Середній мінімум, °C           | 5,7                            | 6,9                            | 8,5                            | 10,2                           | 13,0                           | 16,4                           | 18,9                           | 18,9                           | 17,3                           | 13,6                           | 9,6                            | 7,1                            | 12,2                           |
| Днів з опадами                 | 7                              | 6                              | 5                              | 6                              | 4                              | 2                              | 0                              | 0                              | 2                              | 6                              | 6                              | 8                              | 52                             |
| ------------------------------ | ------------------------------ | ------------------------------ | ------------------------------ | ------------------------------ | ------------------------------ | ------------------------------ | ------------------------------ | ------------------------------ | ------------------------------ | ------------------------------ | ------------------------------ | ------------------------------ | ------------------------------ |
| Джерело: www.yr.no             |                                |                                |                                |                                |                                |                                |                                |                                |                                |                                |                                |                                |                                |

## Демографія
Динаміка населення (INE ):

## Галерея зображень

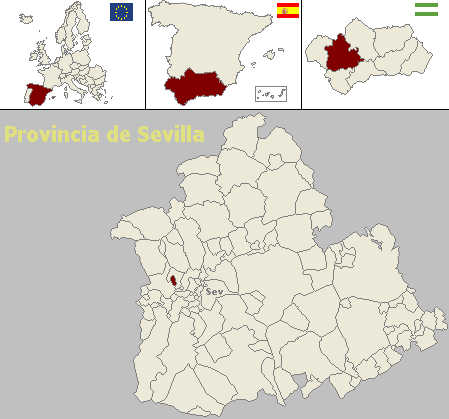
Розташування муніципалітету Альбайда-дель-Альхарафе у провінції Севілья